# Florian Valot
Florian Valot (* 12. Februar 1993 in Pau) ist ein französischer Fußballspieler auf der Position eines Mittelfeldspielers. Seit 2022 steht er bei dem USLC-Franchise Miami FC unter Vertrag.

## Karriere

### Karrierebeginn
Florian Valot wurde am 12. Februar 1993 im südfranzösischen Pau geboren und absolvierte seine Jugendkarriere als Fußballspieler unter anderem beim Hauptstadtklub Paris Saint-Germain, dem er bis 2010 angehörte. In weiterer Folge schloss er sich ab diesem Jahr der AS Monaco an, bei der er nicht nur im Nachwuchs aktiv war, sondern auch ab 2010 in der B-Mannschaft mit Spielbetrieb in der französischen Viertklassigkeit zum Einsatz kam. Hierbei gab er am 24. Oktober 2010 beim 4:0-Auswärtssieg über die AS Saint-Étienne II sein Pflichtspieldebüt, als er in der 88. Spielminute für Terence Mekengo auf den Rasen kam. Im Mai des Folgejahres kam er zu einem weiteren Kurzeinsatz und kam somit im Verlauf der Spielzeit 2010/11 in zwei Ligaspielen zum Einsatz, in denen er torlos blieb. In der Saison 2011/12 kam er zu weiteren sieben Meisterschaftsauftritten für die B-Mannschaft in der CFA, wobei er von Trainer Frédéric Barilaro abwechselnd als Ersatzspieler bzw. auch des Öfteren über eine längere Zeit eingesetzt wurde. Parallel zu seiner Ausbildung an der vereinseigenen Akademie und seiner Fußballkarriere kam er zwischen Februar und April 2012 zu einem mehrmonatigen Praktikum im Management- und Sales-Bereich des Sportwarenherstellers Nike. Zu verhältnismäßig mehr Einsätzen für die B-Mannschaft brachte es Valot schließlich in der Spielzeit 2012/13, als er in insgesamt 18 Ligapartien im Einsatz war, sich jedoch noch immer nichts als Stammkraft durchsetzen konnte, und einen Treffer erzielte. Dieser gelang ihm am 12. Januar 2013 bei einem 4:0-Heimsieg über die Fußballabteilung von Stade Montois, als er in der 55. Minute für den Marokkaner Fawzi Ouaamar auf den Rasen kam und zehn Minuten später zum 4:0-Endstand traf. Ein weiteres Praktikum als Verkaufsassistent absolvierte er zwischen Oktober und Dezember 2013 bei Zara.

### Wechsel nach Nordamerika
In weiterer Folge schrieb sich der Franzose an der privaten und nicht konfessionsgebundenen Universität Rider University in Lawrenceville im US-Bundesstaat New Jersey. Neben seinem dortigen Studium kam er auch in der Herrenfußballmannschaft der Sportabteilung Rider Broncs zum Einsatz und gab für diese am 31. August 2014 bei einer 0:3-Auswärtsniederlage gegen die Colonials von der Robert Morris University sein Pflichtspieldebüt. In diesem Spieljahr startete er in allen seiner 18 Einsätze von Beginn an und steuerte sieben Tore sowie vier Torvorlagen bei. Zum Abschluss dieses Junior-Jahres wurde der Mannschaftskapitän als MAAC-Rookie-of-the-Year und als ECAC-Rookie-of-the-Year ausgezeichnet. Des Weiteren erhielt er First-Team-All-MAAC-Ehrungen und wurde in seinen ersten fünf Meisterschaftsspielen stets zum MAAC-Rookie-of-the-Week gewählt. In der spielfreien Zeit an der Universität kam Florian Valot im Sommer 2015 für das Premier-Development-League-Team Seattle Sounders U23 zum Einsatz. Beim Reserveteam des Major-League-Soccer-Franchises Seattle Sounders FC war er des Öfteren auch als Torschütze erfolgreich. In seinem Senior-Jahr 2015 agierte Valot, der als Hauptstudiengang Betriebswirtschaftslehre gewählt hatte, abermals als Stammkraft und startete in allen seinen 16 Ligaeinsätzen von Beginn an. Hierbei gelangen ihm sechs Treffer, weitere zwei legte er für seine Teamkameraden auf. Noch vor Saisonbeginn wurde er bereits ins Preseason-All-MAAC-Team gewählt. Zum Ende des Spieljahres 2016 war er im NSCAA-All-Region-Second-Team, im First-Team-All-MAAC, sowie Mitglied des MAAC-All-Academic-Teams.

### Rückkehr in den Herrenfußball
Nach Studienende wurde er von den New York Red Bulls U-23, dem dritten Herrenteam des MLS-Franchises New York Red Bulls, verpflichtet und absolvierte für dieses im Juni 2016 drei Spiele in der viertklassigen Premier Development League. Hierbei blieb er torlos, steuerte jedoch bei einem 1:0-Sieg über die Ocean City Nor’easters eine Torvorlage bei. Nachdem er bereits im März 2016 beim Trainingscamp der New York Red Bulls II als Testspieler teilgenommen hatte, eine Verpflichtung jedoch ausblieb, wurde er Ende Juni 2016 doch noch vom zweiten Profiteam des MLS-Franchises unter Vertrag genommen. Bereits einen Tag nach der Bekanntgabe seiner Verpflichtung gab Valot am 26. Juni 2016 sein Profidebüt in der United Soccer League, als er beim 4:0-Sieg über die Wilmington Hammerheads in der 73. Minute für Derrick Etienne auf den Rasen kam und nur zwei Minuten später die Vorlage zu Aaron Longs 2:0-Führungstreffer vorbereitete. Bis dato (Stand: 16. Juli 2016) wurde der französische Mittelfeldakteur in drei Meisterschaftsspielen für die New York Red Bulls II zum Einsatz.